# تاريخ استقلال البرتغال

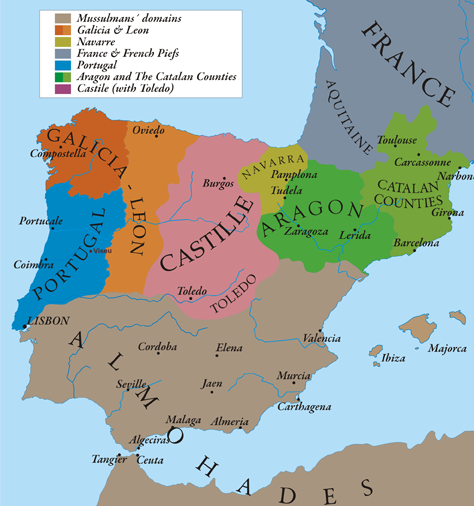
حدود البرتغال عند نهر تاجة عام 1210

سَبب فتح المسلمين من شبه الجزيرة الايبيرية 711م إلى الفرار المنهزمون إلى الشمال وأسسوا مملكة أستورياس كانت المملكة منيعة في وجه المسلمين ولم يستطيعوا فتحها وبعدها تم تأسيس بعض ممالك الصغيرة كـ نبرة وأراغون وبرشلونة وليون وقشتالة وكل هذه ممالك تأسس بعد تحريرها من الأراضي المسلمين.
في 868 أرسل ألفونسو الثالث ملك أستورياس جيشه لاسترداد المناطق بين نهرين دويرو ومينيو جنوباً واستطعت هذه القوات تحريرها من المسلمين، وقام بتسمية ڤيمارا بيريز كونتاً عليه، انتعشت إقطاعية دخل مملكة جليقية ومملكة ليون على حد سواء بين القرنين العاشر حتى منتصف القرن الحادي عشر، قام الكونت الأخير من الإقطاعية الأولى نونو مينيديس بمطالبة حكم الذاتي له ولكن الملك الجديد غارسيا الثاني من جليقية اعلنه متمرداً وقاتله في معركة بيدروسو وخرج منها منتصراً بوفاة المتمرد، وبهكذا أصبح ملك جليقية وبإضافة إلى ملكية البرتغال وأول الشخص يلقب بـ ملك البرتغال ولكن هذا الحلم سرعان ما تلاشى بعد تأمر أخوته الكبار عليه نفيه نحو إشبيلية وتقسيم مملكته.
بعض وقت قصير أصبحت البرتغال إقطاعية جزءاً من مملكة ليون، في عام 1096 وعند مجيء هنريك البورغندي وريموند البورغندي وكان لهم جهود عظيمة في حروب الاسترداد فكافئهم ألفونسو السادس ملك قشتالة وليون بإقطاعية جليقية وبما في ذلك البرتغال وكويمبرا، كانت البرتغال وكويمبرا تحت ولاء هنريك وأيضا زوج ابنتيه منهما فكانت وريثة العرش أوراكا من نصيب ريموند، وتيريزا من نصيب هنريك.
أصبح هنريك كونتاً للبرتغال عام 1093، وقام بانجازات عظيمة فيها مما أصبح اسم البرتغال ينتشر بين أوساط الأوروبية، وكان يريد أن يصبح ملكاً ولكنه توفى عام 1112 تاركاً ورائه ابنه الوريث ذو السبعة أعوام أفونسو، أصبحت الكونتيسة هي الوصية الحاكمة الرسمية للبلاد وورثت إدعاءات زوجها وبحيث بدأت تدعى بأنها الملكة وتريد استقلال البرتغال ولكن بسبب نفوذ التي منحتها لنبلاء الجاليقية في إدارة الشؤون العامة تخلى الملكة عن إدعاءاتها.
في العمر الرابعة عشر أي عام 1125 أعلن الكونت البرتغال نفس فارساً وبدعم من نبلاء البرتغال، وفي 24 يونيو 1128 خاض معركة ضد والدته قرب غيمارايس وانتصر عليها وأصبح الكونت الرسمي للبرتغال وتم نفى الكونتيسة نحو جليقية، وتوفيت عام 1130.
بعد أن أصبح الكونت رسمياً ودون منازع، ورث ادعاءات والديه هنريك وتيريزا بدأ يواصل حلم الاستقلال على أن استقلت عن مملكة ليون في 1139 من ابن خالته الإمبراطور ألفونسو السابع ابن أوراكا وريموند ومع ذلك لم يصل اعتراف به إلا في 1143، وأيضا في عام 39 وحقق انتصار باهر على المورو المسلمين في معركة أوريكي وأيضا قام بمحصارة لشبونة أعلن نفسه ملك البرتغال دون منازع بدماء نبلاء البرتغال وممالك المجاورة مثل أراغون، وكانت حدود دولته عند نهر تاجة.

أول علم للبرتغال

أسس أفونسو الأول أول دعائم الأسرة الأولى أسرة بورغندي التي حكمت البرتغال لمدة 246 سنة وأيضا هو الجد الأكبر كل ملوك البرتغال من خط الذكور إلا أسر أسرة الفيليبيين وبراغانزا-ساكس كوبرغ وغوتا من خط الإناث، وأيضا هو الجد الأكبر لمدعيون العرش البرتغالي الحاليون الميغيليون من خط الذكور، وبعد اعتراف في 5 أكتوبر 1143 بتوقيع معاهدة زامورا بين مملكتين وتم رسم الحدود، ومن بعد حروب الحدود التي انتهى في عام 1267، أيضا قام أفونسو تبرعات نافذة لأديرة والكنائس والكاتدرائيات للبابوية ومن هنا جاء اعتراف الكنيسة الرومانية الكاثوليكية باستقلال البرتغال وذلك لقيامه بالإنجازات عظيمة في الإرادة الشؤون الدينية حيث جاء في عام 1179 من قبل البابا ألكسندر الثالث.
لم يأب ملوك البرتغال الأوائل لما كانت عليه حدود البرتغال منذ استقلالهم وبدأوا يغزو الجنوب بدلا من الشمال، حيث كان هناك الفاتحون المسلمون وأصبحت معارك بينهم بين الكر وفر فاستقلوا ببعض المناطق في عام 1189 وأصبحوا يطلقوا على أنفسهم ملوك شلب ولكنها لم تصمد في وجه الموحدين الذين ارجعوها بعد عامين.
ولكن الصدمة كانت في عام 1249 أي بعد نصف قرن تقريبا قام أفونسو الثالث باستقلال المنطقة الجنوبية عن الدولة الموحدين بالمغرب التي تعرف باسم الغارف (بالبرتغالية:Algarve) وتعرف عند الأندلسيون باسم الغرب، وأصبحت هذه المنطقة مملكة مدمجة في مملكة البرتغال باسم مملكة الغارف، لم يتقبل القشتاليين بهذا الانتصار إذ نسبوا هذا الانتصار لأنفسهم مما اشتغل فتيلة حرب الحدود التي انتهى بمعاهدة في بطليوس عام 1267 برسم الحدود عند نهر يانة هذه هي الحدود الحالية المعروفة للبرتغال إلى حد يومنا هذا.